# Glavice (Chorwacja)
Glavice – wieś w Chorwacji, w żupanii splicko-dalmatyńskiej, w mieście Sinj. W 2011 roku liczyła 3753 mieszkańców.